# Guillaume (outil)
Pour les articles homonymes, voir Guillaume.

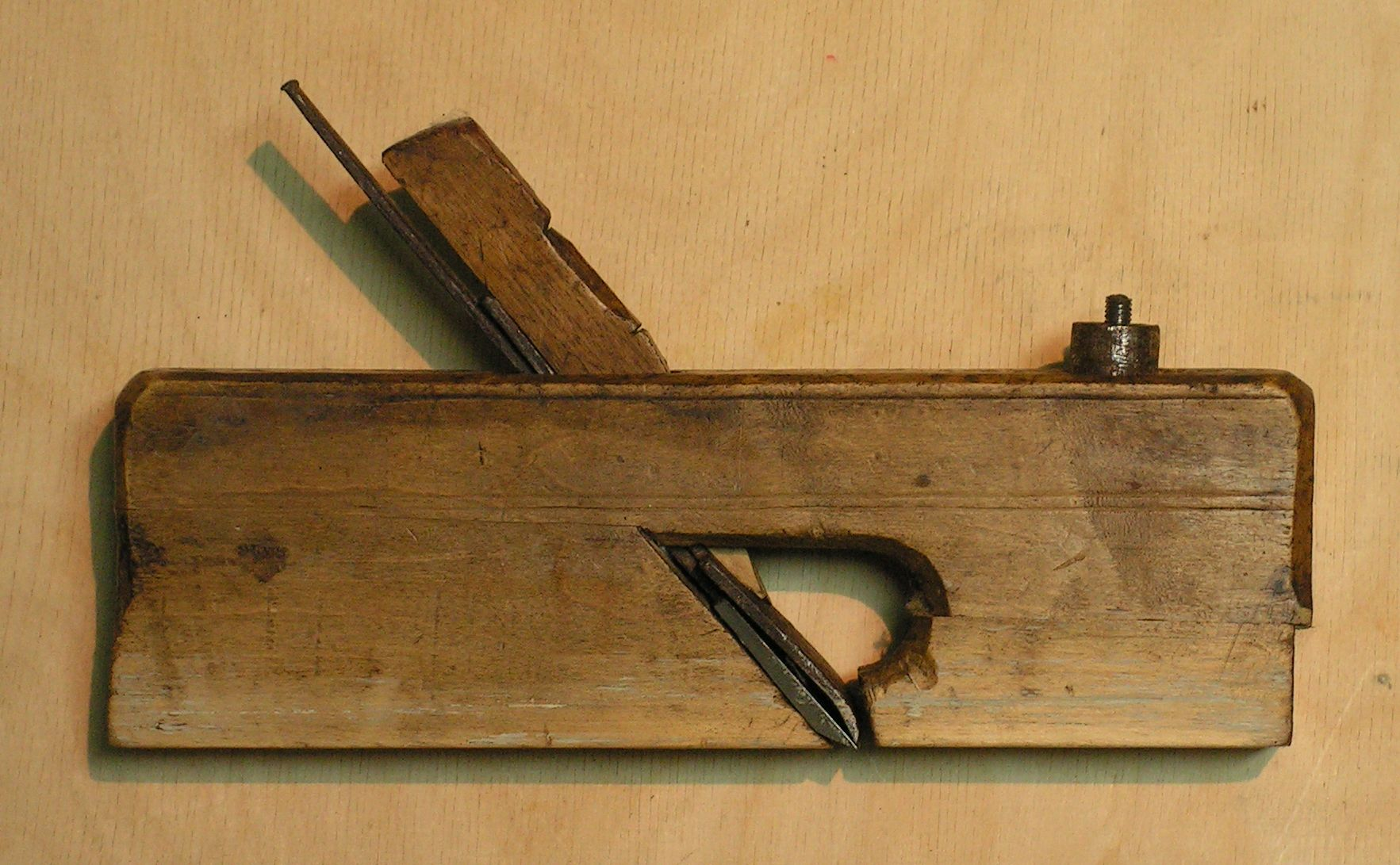
Guillaume à lumière réglable par vis.

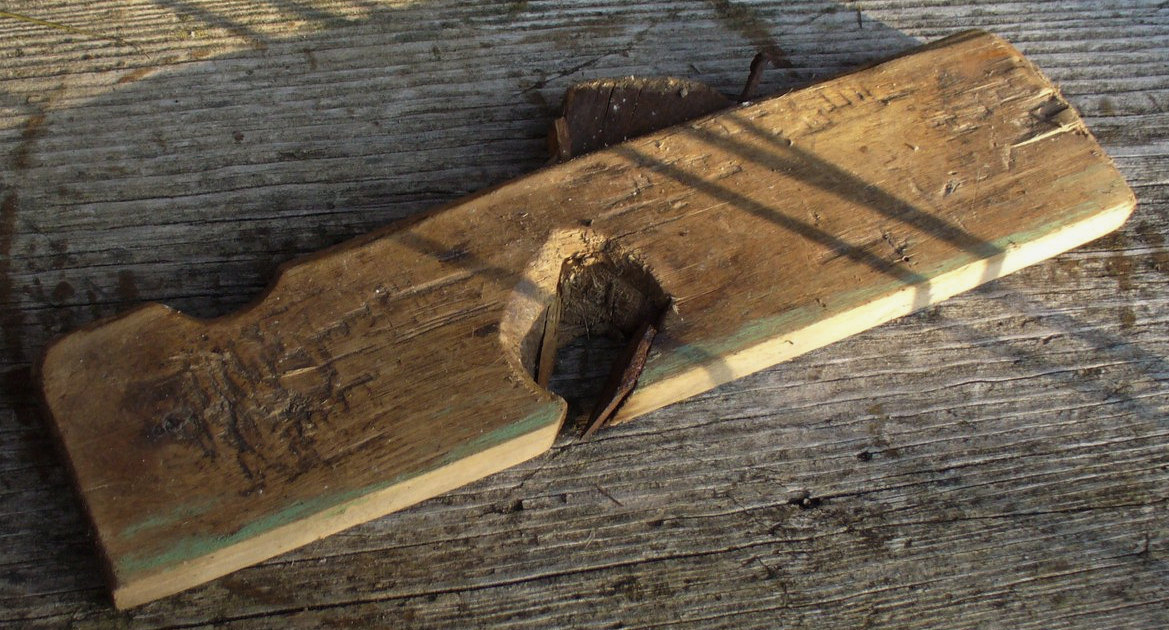
Guillaume.

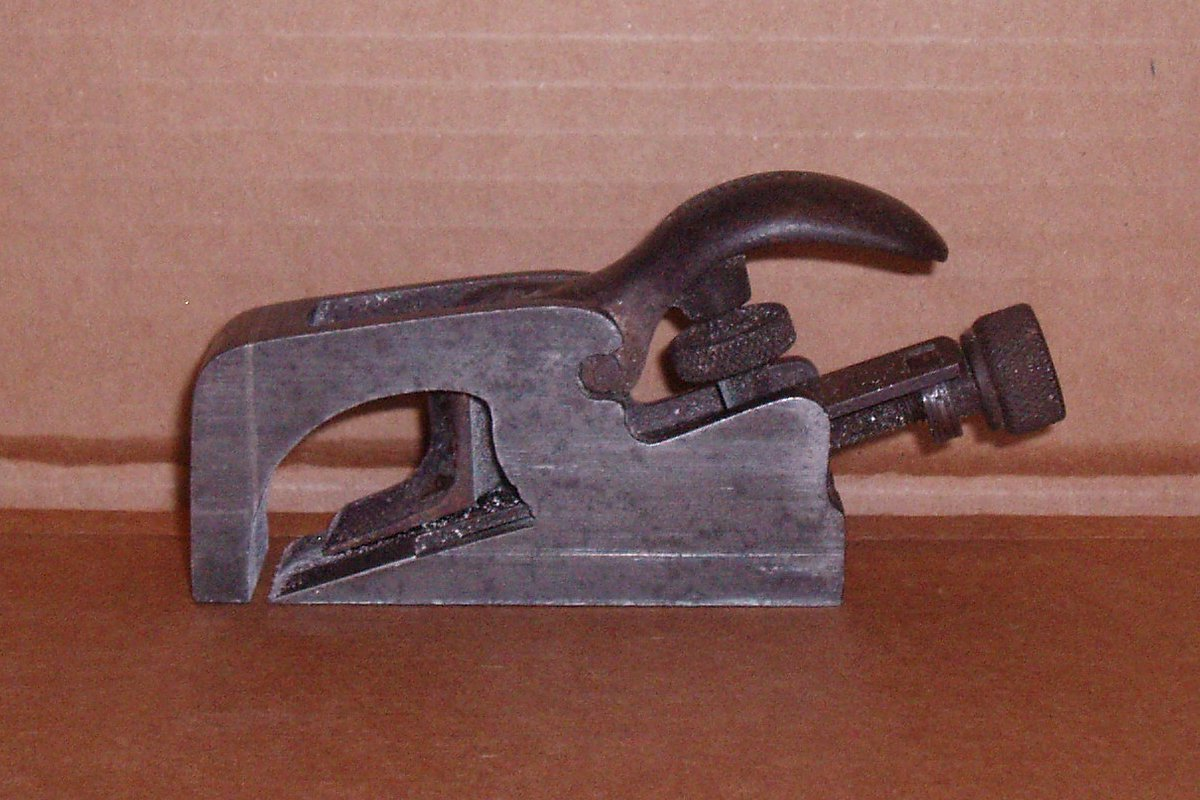
Guillaume à lumière réglable par ajout de cales d'épaisseur.

Le guillaume est une sorte de rabot étroit, la seule différence est que la largeur de la lame métallique est parfaitement égale à celle du corps de l'objet. Le guillaume s'utilise seulement sur de petites surfaces. Sa fonctionnalité est à peu près identique à celle du rabot, c'est-à-dire qu'il s'utilise pour créer ou agrandir une feuillure, une languette ou autres et à creuser des rainures. Il peut être en bois (généralement les anciens outils) ou en métal (plus récents).
Fin XVIIIe siècle, le guillaume est une espèce de rabot long et mince dont on se sert pour faire ou dresser des feuillures; On distingue:
- Guillaume debout - Rabot dont le fer est plus droit dans la lumière, et qui sert à replanir et à dresser des feuillures ou ravalements;
- Guillaume à plate-bande - Celui qui sert à pousser les plates-bandes au pourtour des panneaux;
- Il y a aussi le guillaume cintré, à ébauche, à racler, à tenon, et le guillaume à navette.